# Babrak Karmal
Babrak Karmal, född 6 januari 1929 i Kamari öster om Kabul, död 3 december 1996 i Moskva, Ryssland (i skrumplever), var en afghansk politiker och landets president 1980–1986. Han var ledare för den sovjetlojala Parcham-fraktionen inom Afghanistans folkdemokratiska parti (PDPA). 
Babrak Karmal var en av ledarna för den så kallade saurrevolutionen i april 1978 men föll senare i onåd och exilerades till Prag, varifrån han återvände till makten i Kabul i samband med den sovjetiska invasionen i december 1979. Han fortsatte sin företrädare Hafizullah Amins politik med en i teorin vänlig hållning till det religiösa etablissemanget. Karmal var också huvudarkitekt bakom 1985 års konstitution, som överläts att godkännas av en loya jirga, det vill säga ett traditionellt afghanskt riksmöte av stamhövdingar, prästerskap och lokala ledare. Detta åtföljdes av ett parlamentsval i augusti samma år. 
Då den afghanska armén fortsatte att domineras av khalqisterna även efter att Sovjetunionen satte Karmals parchamister till makten borgade det uppenbart för stora problem för kampen mot mujaheddin och försvagade Karmalregeringens ställning. Att Karmal hade ett rykte om sig att vara notorisk alkoholist försämrade läget betydligt. Karmal ersattes den 4 maj 1986 av chefen för hemliga polisen, Mohammed Najibullah som Afghanistans president efter en oblodig kupp.